# Unbearable
Unbearable er en bronzeskulptur af den danske kunstner Jens Galschiøt. Den består af en graf, som viser udviklingen i den globale CO2-udledning og en spiddet isbjørn. Skulpturen blev færdiggjort i 2015 og udstillet i Paris under COP21. Skulpturen er lavet i samarbejde med WWF Danmark.

## Overblik
Isbjørnen er spiddet på et olierør, der er formet som en graf, der viser den historiske udvikling i verdens CO2-udledning. Isbjørnen er i naturlig størrelse og er udført i kobber. Grafen viser udledningen siden år 0. Grafen er 20 meter lang. Indtil 1850 er den konstant, men omkring 1850, da CO2-udledningen begyndte at stige som følge af den industrielle revolution, tiltager grafen. Grafen ender i 2015, og fem meter oppe hænger den spiddede isbjørn. Skulpturen blev finansieret af WWF Danmark, en crowdfunding-kampagne og Jens Galschiøt. Kampagnen blev crowdfundet på Kickstarter og indsamlede 72.000 kr.

## Udstillinger
Skulpturen blev først udstillet ved en klimademonstration i København, hvor tusinder af mennesker deltog. Efter demonstrationen blev skulpturen udstillet på Cité Universitaire i Paris ved COP21.
I 2016 blev skulpturen udstillet foran Christiansborg i Danmark i samarbejde med partiet Alternativet.

## Isbjørnehæren
Jens Galschiøt lavede en happening i Paris under COP21, hvor han og hans medarbejdere var iført isbjørnekostumer. Happeningen var et forsøg på at skabe øget fokus på udledningen af CO2. Paris var i undtagelsestilstand, da happeningen foregik. Det var derfor ikke tilladt for Jens Galschiøt og hans medarbejdere at bære masker. Isbjørnehæren deltog i mange demonstrationer mod klimaforandringer.
Isbjørnehæren var endvidere i aktion under Folkemødet på Bornholm i juni 2016. Happeningen omhandlede, at 10 personer iført isbjørnekostumer skulle gå igennem Folkemødet og gøre opmærksom på klimaforandringer. Happeningen blev dog stoppet af politiet grundet overtrædelse af maskeforbuddet. Dette medførte senere, at Jens Galschiøt indsendte en klage til politiet omkring dette. Denne klage medførte, at Rune Lund fra Enhedslisten stillede den daværende justitsminister Søren Pind omkring dette.